# 小行星8789
小行星8789（英語：8789）是一颗围绕太阳公转的小行星。1978年11月7日，埃莉諾·赫琳、舒爾特·巴斯在帕洛马山发现了此天体。
这颗小行星的绝对星等为304.3734271816982等。